# E W Swanton
Ernest William (Jim) Swanton (11 de febrero de 1907 – 22 de enero de 2000) es conocido en el Reino Unido, como escritor y comentarista de críquet. Trabajo como periodista deportivo para el "Daily Telegraph" y como comentarista deportivo para la BBC Radio durante 30 años. Era un comentarista habitual del programa "Test Match Special", y fácilmente reconocido por su distintiva "afrutada" voz. Después de retirarse en la década de los 70, continuó escribiendo ocasionalmente artículos y columnas casi hasta su muerte.
Nació en Forest Hill, Londres. Su padre era corredor de bolsa. Estudió periodismo en "Cranleigh School". Empezó en el periódico "Amalgamated Press", aunque ya había escrito para el "London Evening Standard" a los 27 años. Amante del críquet, llegó a jugar tres partidos con el Club Middlesex County Cricket en 1937 y 1938.
Sirvió en el ejército inglés en la Segunda Guerra Mundial, donde fue capturado por los japoneses en Singapur, estando durante tres años como prisionero de guerra. Después de la guerra empezó su actividad como corresponsal en el "Daily Telegraph". Fue también director de editorial del "The Cricketer" desde 1967 hasta 1988.